# 2 Lacertae
2 Lacertae (2 Lac / HD 212120 / HR 8523) es una estrella de la constelación de Lacerta de magnitud aparente +4,55.
Se encuentra a 554 años luz del sistema solar.
2 Lacertae es una estrella binaria cuya componente principal tiene tipo espectral B6V y una temperatura superficial de 15.100 K.
A partir de su espectro se ha estimado que la acompañante es una estrella blanco-azulada de tipo B8V con una temperatura aproximada de 12.000 K.
La estrella B6V es 863 veces más luminosa que el Sol y tiene un radio 4,3 veces más grande que el radio solar, siendo 5 veces más masiva que el Sol.
Gira sobre sí misma con una velocidad de rotación proyectada de 44 km/s, lo que conlleva un período de rotación igual o inferior a 4,9 días.
Su compañera es 203 veces más luminosa que nuestro Sol, tiene un radio 3,3 veces mayor que el solar y una masa de 3,5 masas solares.
El sistema tiene una edad estimada de 70 millones de años.
2 Lacertae es una binaria cercana con una separación entre las dos componentes de sólo 0,076 UA —unas 4 veces el radio de la estrella principal— y un período orbital de 2,6164 días.
Es, además, una estrella variable cuyo brillo varía 0,03 magnitudes.
No es una binaria eclipsante sino una variable elipsoidal rotante, esto es, la proximidad entre las estrellas hace que éstas tengan forma elipsoidal, por lo que el área visible cambia conforme las estrellas se mueven en su órbita. Espiga (α Virginis) es el ejemplo más notable de esta clase de variables.